# Usia aurata
Usia aurata is een vliegensoort uit de familie van de wolzwevers (Bombyliidae). De wetenschappelijke naam van de soort is voor het eerst geldig gepubliceerd in 1794 door Fabricius als Voluccella aurata.

## Synoniemen
- Voluccella aurata Fabricius, 1794
- Usia taeniolata Costa, 1883